# Eremurus bucharicus
Eremurus bucharicus är en grästrädsväxtart som beskrevs av Eduard August von Regel. Eremurus bucharicus ingår i släktet Eremurus och familjen grästrädsväxter. Inga underarter finns listade i Catalogue of Life.